# Палота
Палота (слч. Palota) насељено је мјесто са административним статусом сеоске општине (слч. obec) у округу Медзилаборце, у Прешовском крају, Словачка Република.

## Становништво
| Година:    | 1994. | 2004.   | 2014.   | 2024.   |
| ---------- | ----- | ------- | ------- | ------- |
| Број људи: | 176   | 181     | 186     | 179     |
| Разлика:   |       | +2,84 % | +2,76 % | -3,76 % |

| Година:    | 2023. | 2024. |
| ---------- | ----- | ----- |
| Број људи: | 179   | 179   |
| Разлика:   |       | +0 %  |

Према подацима о броју становника из 2024. године насеље је имало 179 становника.